# Ngọc Trạo
Ngọc Trạo là một xã thuộc huyện Thạch Thành, tỉnh Thanh Hóa, Việt Nam.
Xã Ngọc Trạo có diện tích 16,52 km², dân số năm 2004 là 4072 người, mật độ dân số đạt 246 người/km².